# PCDH17
PCDH17‏ (Protocadherin 17) هوَ بروتين يُشَفر بواسطة جين PCDH17 في الإنسان.